# Neomysis nakazawai
Neomysis nakazawai är en kräftdjursart som beskrevs av Ii 1936. Neomysis nakazawai ingår i släktet Neomysis och familjen Mysidae. Inga underarter finns listade i Catalogue of Life.